# Česká hokejová extraliga 2002/2003
Česká hokejová extraliga 2002/2003 byla 10. ročníkem nejvyšší hokejové soutěže v České republice.

## Fakta
- 10. ročník samostatné české nejvyšší hokejové soutěže
- Nejlepší střelec základní části – Jan Marek 32 branek HC Oceláři Třinec
- Nejlepší nahrávač – Richard Král HC Oceláři Třinec 45 nahrávek
- Vítěz kanadského bodování – Richard Král HC Oceláři Třinec
- Základní část – 45 utkání, 67 bodů / 22 branek + 45 nahrávek /
- Play off – 12 utkání, 12 bodů / 4 branky + 8 nahrávek /
- Celkem základní část + Play off – 57 utkání, 79 bodů / 26 branek + 53 nahrávek /
- V prolínací extraligové kvalifikaci uspělo HC Vagnerplast Kladno (vítěz 1. ligy) proti HC Havířov Panthers (sestupující z extraligy) – 4:2 na zápasy

### Systém soutěže
Všech 14 účastníků se v základní části utkalo nejprve čtyřkolově každý s každým. Prvních 8 celků postoupilo do play off, které se hrálo na čtyři vítězná utkání. Celek na 14. místě musel svoji extraligovou příslušnost obhajovat v baráži o extraligu, do které postoupil vítěz 1. ligy. Baráž o extraligu se hrála na 4 vítězná utkání.

## Kluby podle krajů
- Praha:
  - HC Slavia Praha
  - HC Sparta Praha
- Plzeňský kraj:
  - HC Keramika Plzeň
- Karlovarský kraj:
  - HC Energie Karlovy Vary
- Pardubický kraj:
  - HC ČSOB Pojišťovna Pardubice
- Liberecký kraj:
  - Bílí Tygři Liberec
- Ústecký kraj:
  - HC Chemopetrol
- Moravskoslezský kraj:
  - HC Oceláři Třinec
  - HC Vítkovice
  - HC Havířov Panthers
- Zlínský kraj:
  - HC Hamé Zlín
  - Vsetínská hokejová
- Jihočeský kraj:
  - HC České Budějovice
- Jihomoravský kraj:
  - HC JME Znojemští Orli

### Realizační tým a ostatní
Údaje v tabulce jsou platné k začátku soutěže.
| Klub                         | Hlavní trenér     | Kapitán          | Předchozí sezona | Soupisky |
| ---------------------------- | ----------------- | ---------------- | ---------------- | -------- |
| HC Sparta Praha              | Václav Sýkora     | Richard Žemlička | Zlatá medaile    | Zde      |
| HC Hamé Zlín                 | Antonín Stavjaňa  | Miroslav Okál    | Stříbrná medaile | Zde      |
| HC ČSOB Pojišťovna Pardubice | Miloš Říha        | Otakar Janecký   | Bronzová medaile | Zde      |
| HC Keramika Plzeň            | Richard Farda     | Josef Řezníček   | 4. místo         | Zde      |
| HC Vítkovice                 | Ladislav Svozil   | David Moravec    | 5. místo         | Zde      |
| HC Slavia Praha              | Vladimír Růžička  | Josef Beránek    | 6. místo         | Zde      |
| HC JME Znojemští Orli        | Miloslav Hořava   | Peter Pucher     | 7. místo         | Zde      |
| HC Oceláři Třinec            | Pavel Marek       | Richard Král     | 8. místo         | Zde      |
| Vsetínská hokejová           | Zdislav Tabara    | Roman Stantien   | 9. místo         | Zde      |
| HC Energie Karlovy Vary      | Marek Sýkora      | Michal Mádl      | 10. místo        | Zde      |
| HC Havířov Panthers          | Kamil Konečný     | Petr Folta       | 11. místo        | Zde      |
| HC České Budějovice          | Jaroslav Liška    | Milan Nedoma     | 12. místo        | Zde      |
| HC Chemopetrol               | František Výborný | Petr Klíma       | 13. místo        | Zde      |
| Bílí Tygři Liberec           | Josef Jandač      | Michal Straka    | postup z 1. ligy | Zde      |

## Změny během sezóny

### Výměny trenérů
V průběhu sezóny došlo k sedmi změnám trenérů. Jejich přehled je uveden v tabulce:
| Tým                 | Datum změny        | Kolo | Odvolaný trenér    | Nově nastoupivší trenér      |
| ------------------- | ------------------ | ---- | ------------------ | ---------------------------- |
| HC Havířov Panthers | 23. září 2002      | 4.   | Kamil Konečný      | František Vorlíček (dočasně) |
| HC Havířov Panthers | 29. září 2002      | 7.   | František Vorlíček | Josef Augusta                |
| HC Hamé Zlín        | 20. října 2002     | 14.  | Antonín Stavjaňa   | Zdeněk Venera                |
| HC Havířov Panthers | 25. října 2002     | 16.  | Josef Augusta      | František Vorlíček           |
| HC Keramika Plzeň   | 18. listopadu 2002 | 22.  | Richard Farda      | Karel Trachta                |
| HC Havířov Panthers | 21. listopadu 2002 | 23.  | František Vorlíček | Radomír Kužílek              |
| HC Sparta Praha     | 2. prosince 2002   | 27.  | Václav Sýkora      | Alois Hadamczik              |

## Konečná tabulka základní části
| Poř. | Tým                          | Z  | V  | Vp | R | Pp | P  | Skóre   | B   |
| ---- | ---------------------------- | -- | -- | -- | - | -- | -- | ------- | --- |
| 1.   | HC ČSOB Pojišťovna Pardubice | 52 | 33 | 4  | 2 | 2  | 11 | 170:112 | 111 |
| 2.   | HC Slavia Praha (C)          | 52 | 26 | 6  | 7 | 2  | 11 | 150:93  | 99  |
| 3.   | HC Sparta Praha              | 52 | 25 | 3  | 9 | 3  | 12 | 147:117 | 93  |
| 4.   | HC Oceláři Třinec            | 52 | 24 | 3  | 4 | 2  | 19 | 187:147 | 84  |
| 5.   | HC Vítkovice                 | 52 | 21 | 3  | 8 | 5  | 15 | 154:127 | 82  |
| 6.   | HC České Budějovice          | 52 | 21 | 5  | 4 | 3  | 19 | 149:140 | 80  |
| 7.   | Vsetínská hokejová           | 52 | 23 | 2  | 5 | 0  | 22 | 165:153 | 78  |
| 8.   | HC JME Znojemští Orli        | 52 | 21 | 3  | 5 | 3  | 20 | 154:139 | 77  |
| 9.   | HC Keramika Plzeň            | 52 | 21 | 2  | 4 | 3  | 22 | 137:150 | 74  |
| 10.  | HC Energie Karlovy Vary      | 52 | 19 | 4  | 2 | 4  | 23 | 133:149 | 71  |
| 11.  | HC Chemopetrol               | 52 | 19 | 1  | 6 | 6  | 20 | 126:135 | 71  |
| 12.  | Bílí Tygři Liberec (N)       | 52 | 17 | 3  | 3 | 3  | 26 | 136:162 | 63  |
| 13.  | HC Hamé Zlín                 | 52 | 15 | 1  | 4 | 5  | 27 | 134:160 | 56  |
| 14.  | HC Havířov Panthers          | 52 | 4  | 2  | 3 | 1  | 42 | 81:239  | 20  |

## Pavouk play off
|  | Čtvrtfinále                  | Čtvrtfinále       |                              |   | Semifinále | Semifinále |  |  | Finále | Finále |
|  |                              |                   |                              |   |            |            |  |  |        |        |
|  |                              |                   |                              |   |            |            |  |  |        |        |
|  | HC ČSOB Pojišťovna Pardubice | 4                 |                              |   |            |            |  |  |        |        |
|  | HC ČSOB Pojišťovna Pardubice | 4                 |                              |   |            |            |  |  |        |        |
|  | HC JME Znojemští Orli        | 2                 |                              |   |            |            |  |  |        |        |
|  | HC JME Znojemští Orli        | 2                 | HC ČSOB Pojišťovna Pardubice | 4 |            |            |  |  |        |        |
|  |                              |                   | HC ČSOB Pojišťovna Pardubice | 4 |            |            |  |  |        |        |
|  |                              | HC Oceláři Třinec | 2                            |   |            |            |  |  |        |        |
|  | HC Oceláři Třinec            | HC Oceláři Třinec | 2                            | 4 |            |            |  |  |        |        |
|  | HC Oceláři Třinec            |                   |                              | 4 |            |            |  |  |        |        |
|  | HC Vítkovice                 | 2                 |                              |   |            |            |  |  |        |        |
|  | HC Vítkovice                 | 2                 | HC ČSOB Pojišťovna Pardubice | 3 |            |            |  |  |        |        |
|  |                              |                   | HC ČSOB Pojišťovna Pardubice | 3 |            |            |  |  |        |        |
|  |                              | HC Slavia Praha   | 4                            |   |            |            |  |  |        |        |
|  | HC Slavia Praha              | HC Slavia Praha   | 4                            | 4 |            |            |  |  |        |        |
|  | HC Slavia Praha              |                   |                              | 4 |            |            |  |  |        |        |
|  | Vsetínská hokejová           | 0                 |                              |   |            |            |  |  |        |        |
|  | Vsetínská hokejová           | 0                 | HC Slavia Praha              | 4 |            |            |  |  |        |        |
|  |                              |                   | HC Slavia Praha              | 4 |            |            |  |  |        |        |
|  |                              | HC Sparta Praha   | 2                            |   |            |            |  |  |        |        |
|  | HC Sparta Praha              | HC Sparta Praha   | 2                            | 4 |            |            |  |  |        |        |
|  | HC Sparta Praha              |                   |                              | 4 |            |            |  |  |        |        |
|  | HC České Budějovice          | 0                 |                              |   |            |            |  |  |        |        |
|  | HC České Budějovice          | 0                 |                              |   |            |            |  |  |        |        |

## Čtvrtfinále

### První čtvrtfinále
1. utkání
|  | HC ČSOB Pojišťovna Pardubice | 2 - 1         | HC JME Znojemští Orli |  |
|  | HC ČSOB Pojišťovna Pardubice | (1:0,0:1,1:0) | HC JME Znojemští Orli |  |

| Souhrn zápasu Report | Souhrn zápasu Report                    | Souhrn zápasu Report | Souhrn zápasu Report | Souhrn zápasu Report                                                   |
| -------------------- | --------------------------------------- | -------------------- | -------------------- | ---------------------------------------------------------------------- |
|                      | 18:08 Petr Sýkora 43:22 Ladislav Lubina |                      | 26:35 Jan Snopek     | Rozhodčí: Radek Husička, Milan Minář - Luboš Chytil, Miroslav Pospíšil |

2. utkání
|  | HC ČSOB Pojišťovna Pardubice | 7 - 1         | HC JME Znojemští Orli |  |
|  | HC ČSOB Pojišťovna Pardubice | (4:0,1:0,2:1) | HC JME Znojemští Orli |  |

| Souhrn zápasu Report | Souhrn zápasu Report | Souhrn zápasu Report | Souhrn zápasu Report | Souhrn zápasu Report                                                   |
| -------------------- | --- | -------------------- | -------------------- | ---------------------------------------------------------------------- |
|                      | 01:26 Petr Mudroch 02:34 Michal Tvrdík 14:35 David Pospíšil 18:18 Ľubomír Pištek 30:21 Tomáš Blažek 43:55 Ľubomír Pištek 50:34 Jaroslav Kudrna |                      | 41:33 Václav Benák   | Rozhodčí: František Rejthar, Arnošt Nečas - Václav Český, Evžen Kostka |

3. utkání
|  | HC JME Znojemští Orli | 3 - 2         | HC ČSOB Pojišťovna Pardubice |  |
|  | HC JME Znojemští Orli | (1:0,1:2,1:0) | HC ČSOB Pojišťovna Pardubice |  |

| Souhrn zápasu Report | Souhrn zápasu Report                                    | Souhrn zápasu Report | Souhrn zápasu Report                 | Souhrn zápasu Report                                                   |
| -------------------- | ------------------------------------------------------- | -------------------- | ------------------------------------ | ---------------------------------------------------------------------- |
|                      | 07:46Marek Melenovský 37:58 Marek Uram 45:54 Marek Uram |                      | 20:22Tomáš Blažek 20:47 Petr Čáslava | Rozhodčí: Radek Husička, Milan Minář - Luboš Chytil, Miroslav Pospíšil |

4. utkání
|  | HC JME Znojemští Orli | 4 - 1         | HC ČSOB Pojišťovna Pardubice |  |
|  | HC JME Znojemští Orli | (1:0,2:0,1:1) | HC ČSOB Pojišťovna Pardubice |  |

| Souhrn zápasu Report | Souhrn zápasu Report                                                       | Souhrn zápasu Report | Souhrn zápasu Report | Souhrn zápasu Report                                                        |
| -------------------- | -------------------------------------------------------------------------- | -------------------- | -------------------- | --------------------------------------------------------------------------- |
|                      | 05:07 Peter Pucher 28:26 Marek Uram 29:32 Miroslav Barus 42:54 Marek Vorel |                      | 55:14 Tomáš Divíšek  | Rozhodčí: František Rejthar, Petr Bolina - Luboš Chytil, František Kalivoda |

5. utkání
|  | HC ČSOB Pojišťovna Pardubice | 3 - 1         | HC JME Znojemští Orli |  |
|  | HC ČSOB Pojišťovna Pardubice | (1:1,0:0,2:0) | HC JME Znojemští Orli |  |

| Souhrn zápasu Report | Souhrn zápasu Report                                           | Souhrn zápasu Report | Souhrn zápasu Report | Souhrn zápasu Report                                              |
| -------------------- | -------------------------------------------------------------- | -------------------- | -------------------- | ----------------------------------------------------------------- |
|                      | 06:35 Michal Sýkora 46:26 Ľubomír Pištek 58:06 Ladislav Lubina |                      | 14:06 Marek Vorel    | Rozhodčí: Milan Minář, Tomáš Svoboda - Václav Český, Evžen Kostka |

6. utkání
|  | HC JME Znojemští Orli | 1 - 2         | HC ČSOB Pojišťovna Pardubice |  |
|  | HC JME Znojemští Orli | (0:1,1:1,0:0) | HC ČSOB Pojišťovna Pardubice |  |

| Souhrn zápasu Report | Souhrn zápasu Report | Souhrn zápasu Report | Souhrn zápasu Report                 | Souhrn zápasu Report                                                    |
| -------------------- | -------------------- | -------------------- | ------------------------------------ | ----------------------------------------------------------------------- |
|                      | 39:47 Jan Snopek     |                      | 07:16 Michal Mikeska 26:23 Jan Kolář | Rozhodčí: František Rejthar, Milan Kolísek - Jaromír Bláha, Tomáš Pešek |

- Vítěz HC ČSOB Pojišťovna Pardubice 4:2 na zápasy

### Druhé čtvrtfinále
1. utkání
|  | HC Oceláři Třinec | 3 - 2         | HC Vítkovice |  |
|  | HC Oceláři Třinec | (0:0,1:0,2:2) | HC Vítkovice |  |

| Souhrn zápasu Report | Souhrn zápasu Report                                       | Souhrn zápasu Report | Souhrn zápasu Report                   | Souhrn zápasu Report                                               |
| -------------------- | ---------------------------------------------------------- | -------------------- | -------------------------------------- | ------------------------------------------------------------------ |
|                      | 27:34 Richard Král 42:48 Jiří Malinský 43:35 Roman Meluzín |                      | 49:42 Radek Philipp 51:39 Roman Kaděra | Rozhodčí: Tomáš Turčan, Tomáš Svoboda - Václav Guth, David Rittich |

2. utkání
|  | HC Oceláři Třinec | 1 - 2         | HC Vítkovice |  |
|  | HC Oceláři Třinec | (0:1,1:1,0:0) | HC Vítkovice |  |

| Souhrn zápasu Report | Souhrn zápasu Report | Souhrn zápasu Report | Souhrn zápasu Report                    | Souhrn zápasu Report                                                       |
| -------------------- | -------------------- | -------------------- | --------------------------------------- | -------------------------------------------------------------------------- |
|                      | 36:08 Jan Marek      |                      | 08:03 David Moravec 38:11 David Moravec | Rozhodčí: Martin Homola, Ladislav Vokurka - Vilém Cambal, Michal Unzeititg |

3. utkání
|  | HC Vítkovice | 1 - 0 SN          | HC Oceláři Třinec |  |
|  | HC Vítkovice | (0:0,0:0,0:0,0:0) | HC Oceláři Třinec |  |

| Souhrn zápasu Report | Souhrn zápasu Report                | Souhrn zápasu Report | Souhrn zápasu Report | Souhrn zápasu Report                                               |
| -------------------- | ----------------------------------- | -------------------- | -------------------- | ------------------------------------------------------------------ |
|                      | rozhodující SN proměnil Jiří Burger |                      |                      | Rozhodčí: Tomáš Turčan, Tomáš Svoboda - Václav Guth, David Rittich |

4. utkání
|  | HC Vítkovice | 0 - 7         | HC Oceláři Třinec |  |
|  | HC Vítkovice | (0:2,0:3,0:2) | HC Oceláři Třinec |  |

| Souhrn zápasu Report | Souhrn zápasu Report | Souhrn zápasu Report | Souhrn zápasu Report | Souhrn zápasu Report                                                       |
| -------------------- | -------------------- | -------------------- | --- | -------------------------------------------------------------------------- |
|                      |                      |                      | 13:08 Pavel Janků 19:11 Martin Čakajík 26:15 Marek Ivan 36:51 Václav Pletka 37:22 Jan Marek 49:46 Jiří Malinský 53:55 Zdeněk Skořepa | Rozhodčí: Martin Homola, Ladislav Vokurka - Vilém Cambal, Michal Unzeititg |

5. utkání
|  | HC Oceláři Třinec | 1 - 0         | HC Vítkovice |  |
|  | HC Oceláři Třinec | (0:0,0:0,1:0) | HC Vítkovice |  |

| Souhrn zápasu Report | Souhrn zápasu Report | Souhrn zápasu Report | Souhrn zápasu Report | Souhrn zápasu Report                                                    |
| -------------------- | -------------------- | -------------------- | -------------------- | ----------------------------------------------------------------------- |
|                      | 55:02 Zdeněk Pavelek |                      |                      | Rozhodčí: Tomáš Turčan, Arnošt Nečas - Petr Charvát, František Kalivoda |

6. utkání
|  | HC Vítkovice | 2 - 6         | HC Oceláři Třinec |  |
|  | HC Vítkovice | (1:3,1:1,0:2) | HC Oceláři Třinec |  |

| Souhrn zápasu Report | Souhrn zápasu Report                    | Souhrn zápasu Report | Souhrn zápasu Report | Souhrn zápasu Report                                                      |
| -------------------- | --------------------------------------- | -------------------- | --- | ------------------------------------------------------------------------- |
|                      | 01:07 Petr Hubáček 28:55 Marek Černošek |                      | 01:28 Jan Marek 18:22 Zdeněk Pavelek 19:47 Richard Král 27:22 Marek Zadina 48:38 Zdeněk Skořepa 55:17 Rostislav Martynek | Rozhodčí: Tomáš Svoboda, Ladislav Vokurka - Stanislav Barvíř, Petr Blümel |

- Vítěz HC Oceláři Třinec 4:2 na zápasy

### Třetí čtvrtfinále
1. utkání
|  | HC Slavia Praha | 2 - 0         | Vsetínská hokejová |  |
|  | HC Slavia Praha | (1:0,1:0,0:0) | Vsetínská hokejová |  |

| Souhrn zápasu Report | Souhrn zápasu Report                    | Souhrn zápasu Report | Souhrn zápasu Report | Souhrn zápasu Report                                                       |
| -------------------- | --------------------------------------- | -------------------- | -------------------- | -------------------------------------------------------------------------- |
|                      | 06:09 Milan Kopecký 38:04 Aleš Krátoška |                      |                      | Rozhodčí: Vladimír Šindler, Roman Haškovec - Stanislav Barvíř, Petr Blümel |

2. utkání
|  | HC Slavia Praha | 5 - 1         | Vsetínská hokejová |  |
|  | HC Slavia Praha | (2:0,3:1,0:0) | Vsetínská hokejová |  |

| Souhrn zápasu Report | Souhrn zápasu Report                                                                      | Souhrn zápasu Report | Souhrn zápasu Report | Souhrn zápasu Report                                             |
| -------------------- | ----------------------------------------------------------------------------------------- | -------------------- | -------------------- | ---------------------------------------------------------------- |
|                      | 02:43 Jan Novák 15:31 Milan Antoš 20:29 Aleš Krátoška 28:44 Marek Posmyk 33:58 Radek Duda |                      | 24:01 Martin Ambruz  | Rozhodčí: Tomáš Turčan. Jaromír Venglář - Jan Čížek, Jan Padevět |

3. utkání
|  | Vsetínská hokejová | 1 - 2 SN          | HC Slavia Praha |  |
|  | Vsetínská hokejová | (0:0,1:1,0:0,0:0) | HC Slavia Praha |  |

| Souhrn zápasu Report | Souhrn zápasu Report | Souhrn zápasu Report | Souhrn zápasu Report                       | Souhrn zápasu Report                                                         |
| -------------------- | -------------------- | -------------------- | ------------------------------------------ | ---------------------------------------------------------------------------- |
|                      | 35:30 Tomáš Vak      |                      | 29:49 Michal Sup rozhodující SN Jan Fadrný | Rozhodčí: Vladimír Šindler, Ladislav Vokurka - Stanislav Barvíř, Petr Blümel |

4. utkání
|  | Vsetínská hokejová | 0 - 6         | HC Slavia Praha |  |
|  | Vsetínská hokejová | (0:0,0:3,0:3) | HC Slavia Praha |  |

| Souhrn zápasu Report | Souhrn zápasu Report | Souhrn zápasu Report | Souhrn zápasu Report                                                                                      | Souhrn zápasu Report                                             |
| -------------------- | -------------------- | -------------------- | --- | ---------------------------------------------------------------- |
|                      |                      |                      | 28:19 Jan Hejda 31:47 Michal Sup 35:06 Michal Sup 42:40 Marek Posmyk 46:34 Milan Antoš 47:12 Radek Dlouhý | Rozhodčí: Tomáš Turčan, Jaromír Venglář - Jan Čížek, Jan PAdevět |

- Vítěz HC Slavia Praha 4:0 na zápasy

### Čtvrté čtvrtfinále
1. utkání
|  | HC Sparta Praha | 3 - 1         | HC České Budějovice |  |
|  | HC Sparta Praha | (3:0,0:1,0:0) | HC České Budějovice |  |

| Souhrn zápasu Report | Souhrn zápasu Report                                    | Souhrn zápasu Report | Souhrn zápasu Report | Souhrn zápasu Report                                                      |
| -------------------- | ------------------------------------------------------- | -------------------- | -------------------- | ------------------------------------------------------------------------- |
|                      | 13:55 Roman Šimíček 15:45 Pavel Šrek 17:47 Viktor Ujčík |                      | 36:57 Milan Michálek | Rozhodčí: František Rejthar, Martin Homola - Tomáš Pešek, Radovan Křivský |

2. utkání
|  | HC Sparta Praha | 4 - 0         | HC České Budějovice |  |
|  | HC Sparta Praha | (2:0,1:0,1:0) | HC České Budějovice |  |

| Souhrn zápasu Report | Souhrn zápasu Report                                                           | Souhrn zápasu Report | Souhrn zápasu Report | Souhrn zápasu Report                                                 |
| -------------------- | ------------------------------------------------------------------------------ | -------------------- | -------------------- | -------------------------------------------------------------------- |
|                      | 13:00 Ondřej Kratěna 19:03 Petr Leška 28:56 Roman Šimíček 53:53 Radek Bělohlav |                      |                      | Rozhodčí: Jaroslav Havlík, Milan Kolísek - Jiří Gebauer, Vít Lederer |

3. utkání
|  | HC České Budějovice | 1 - 2         | HC Sparta Praha |  |
|  | HC České Budějovice | (0:1,1:0,0:1) | HC Sparta Praha |  |

| Souhrn zápasu Report | Souhrn zápasu Report | Souhrn zápasu Report | Souhrn zápasu Report                    | Souhrn zápasu Report                                                        |
| -------------------- | -------------------- | -------------------- | --------------------------------------- | --------------------------------------------------------------------------- |
|                      | 34:15 Jiří Šimánek   |                      | 10:02 Viktor Ujčík 42:34 Ondřej Kratěna | Rozhodčí: František Rejthar, Roman Haškovec - Roman Hejduk, Radovan Křivský |

4. utkání
|  | HC České Budějovice | 0 - 5         | HC Sparta Praha |  |
|  | HC České Budějovice | (0:0,0:4,0:1) | HC Sparta Praha |  |

| Souhrn zápasu Report | Souhrn zápasu Report | Souhrn zápasu Report | Souhrn zápasu Report                                                                           | Souhrn zápasu Report                                             |
| -------------------- | -------------------- | -------------------- | ---------------------------------------------------------------------------------------------- | ---------------------------------------------------------------- |
|                      |                      |                      | 30:17 Martin Paroulek 34:44 Pavel Šrek 35:39 Róbert Tomík 38:08 Viktor Ujčík 54:56 Michal Broš | Rozhodčí: Milan Minář, Milan Kolísek - Tomáš Pešek, Pavel Šátava |

- Vítěz HC Sparta Praha 4:0 na zápasy

## Semifinále

### První semifinále
1. utkání
|  | HC ČSOB Pojišťovna Pardubice | 10 - 2        | HC Oceláři Třinec |  |
|  | HC ČSOB Pojišťovna Pardubice | (2:0,4:1,4:1) | HC Oceláři Třinec |  |

| Souhrn zápasu Report | Souhrn zápasu Report | Souhrn zápasu Report | Souhrn zápasu Report                  | Souhrn zápasu Report                                               |
| -------------------- | --- | -------------------- | ------------------------------------- | ------------------------------------------------------------------ |
|                      | 05:08 Ľubomír Pištek 19:47 Ladislav Lubina 27:52 a 49:09 Michal Sýkora 28:31 Petr Sýkora 32:58 a 41:56 Jan Kolář 37:43 David Pospíšil 41:33 Miroslav Duben 56:07 Petr Průcha |                      | 20:54 Petr Gřegořek 52:14 Pavel Janků | Rozhodčí: Martin Homola, Arnošt Nečas - Václav Guth, David Rittich |

2. utkání
|  | HC ČSOB Pojišťovna Pardubice | 3 - 4         | HC Oceláři Třinec |  |
|  | HC ČSOB Pojišťovna Pardubice | (1:1,1:3,1:0) | HC Oceláři Třinec |  |

| Souhrn zápasu Report | Souhrn zápasu Report                                            | Souhrn zápasu Report | Souhrn zápasu Report                                                       | Souhrn zápasu Report                                                       |
| -------------------- | --------------------------------------------------------------- | -------------------- | -------------------------------------------------------------------------- | -------------------------------------------------------------------------- |
|                      | 10:35 Michal Sýkora 28:35 Jaroslav Kudrna 41:00 Radoslav Kropáč |                      | 03:55 Richard Král 21:52 Jan Marek 24:49 Zdeněk Pavelek 25:57 Marek Zadina | Rozhodčí: Jaromír Venglář, Tomáš Svoboda - Luboš Chytil, Miroslav Pospíšil |

3. utkání
|  | HC Oceláři Třinec | 1 - 4         | HC ČSOB Pojišťovna Pardubice |  |
|  | HC Oceláři Třinec | (0:0,1:3,0:1) | HC ČSOB Pojišťovna Pardubice |  |

| Souhrn zápasu Report | Souhrn zápasu Report | Souhrn zápasu Report | Souhrn zápasu Report                                                         | Souhrn zápasu Report                                               |
| -------------------- | -------------------- | -------------------- | ---------------------------------------------------------------------------- | ------------------------------------------------------------------ |
|                      | 26:41 Jan Marek      |                      | 22:11 Petr Koukal 31:36 Radoslav Kropáč 37:20 Tomáš Pácal 42:48 Tomáš Blažek | Rozhodčí: Martin Homola, Arnošt Nečas - Jaromír Bláha, Tomáš Pešek |

4. utkání
|  | HC Oceláři Třinec | 4 - 2         | HC ČSOB Pojišťovna Pardubice |  |
|  | HC Oceláři Třinec | (1:1,2:1,1:0) | HC ČSOB Pojišťovna Pardubice |  |

| Souhrn zápasu Report | Souhrn zápasu Report                                                         | Souhrn zápasu Report | Souhrn zápasu Report                    | Souhrn zápasu Report                                                     |
| -------------------- | ---------------------------------------------------------------------------- | -------------------- | --------------------------------------- | ------------------------------------------------------------------------ |
|                      | 16:36 Václav Pletka 28:20 Václav Pletka 39:59 Jan Marek 59:43 Zdeněk Pavelek |                      | 04:15 Petr Sýkora 26:55 Ladislav Lubina | Rozhodčí: Jaromír Venglář, Tomáš Svoboda - Vilém Cambal, Michal Unzeitig |

5. utkání
|  | HC ČSOB Pojišťovna Pardubice | 7 - 2         | HC Oceláři Třinec |  |
|  | HC ČSOB Pojišťovna Pardubice | (1:1,2:0,4:1) | HC Oceláři Třinec |  |

| Souhrn zápasu Report | Souhrn zápasu Report | Souhrn zápasu Report | Souhrn zápasu Report               | Souhrn zápasu Report                                             |
| -------------------- | --- | -------------------- | ---------------------------------- | ---------------------------------------------------------------- |
|                      | 13:53 Tomáš Divíšek 24:42 Petr Mudroch 39:46 Petr Sýkora 50:57 Tomáš Blažek 53:34 Petr Sýkora 57:07 Otakar Janecký 57:48 Michal Tvrdík |                      | 01:04 Pavel Janků 40:18 Marek Ivan | Rozhodčí: Milan Minář, Arnošt Nečas - Jaromír Bláha, Tomáš Pešek |

6. utkání
|  | HC Oceláři Třinec | 4 - 5 PP          | HC ČSOB Pojišťovna Pardubice |  |
|  | HC Oceláři Třinec | (1:1,2:2,1:1,0:1) | HC ČSOB Pojišťovna Pardubice |  |

| Souhrn zápasu Report | Souhrn zápasu Report                                                         | Souhrn zápasu Report | Souhrn zápasu Report                                                                            | Souhrn zápasu Report                                             |
| -------------------- | ---------------------------------------------------------------------------- | -------------------- | ----------------------------------------------------------------------------------------------- | ---------------------------------------------------------------- |
|                      | 08:33 Marek Zadina 24:54 Zdeněk Skořepa 33:11 Richard Král 43:07 Pavel Janků |                      | 09:56 Tomáš Blažek 21:42 Tomáš Blažek 28:14 Petr Koukal 55:12 Petr Koukal PP 64:02 Tomáš Blažek | Rozhodčí: Milan Minář, Arnošt Nečas - Václav Český, Evžen Kostka |

- Vítěz HC ČSOB Pojišťovna Pardubice 4:2 na zápasy

### Druhé semifinále
1. utkání
|  | HC Slavia Praha | 0 - 2         | HC Sparta Praha |  |
|  | HC Slavia Praha | (0:0,0:0,0:2) | HC Sparta Praha |  |

| Souhrn zápasu Report | Souhrn zápasu Report | Souhrn zápasu Report | Souhrn zápasu Report                | Souhrn zápasu Report                                               |
| -------------------- | -------------------- | -------------------- | ----------------------------------- | ------------------------------------------------------------------ |
|                      |                      |                      | 42:56 Petr Havelka 59:52 Petr Leška | Rozhodčí: Vladimír Šindler, Martin Homola - Jan Čížek, Jan Padevět |

2. utkání
|  | HC Slavia Praha | 2 - 0         | HC Sparta Praha |  |
|  | HC Slavia Praha | (0:0,0:0,2:0) | HC Sparta Praha |  |

| Souhrn zápasu Report | Souhrn zápasu Report              | Souhrn zápasu Report | Souhrn zápasu Report | Souhrn zápasu Report                                                   |
| -------------------- | --------------------------------- | -------------------- | -------------------- | ---------------------------------------------------------------------- |
|                      | 41:27 Michal Sup 54:53 Michal Sup |                      |                      | Rozhodčí: Jaroslav Havlík, Petr Bolina - Stanislav Barvíř, Petr Blümel |

3. utkání
|  | HC Sparta Praha | 2 - 3 SN          | HC Slavia Praha |  |
|  | HC Sparta Praha | (0:1,1:0,1:1,0:0) | HC Slavia Praha |  |

| Souhrn zápasu Report | Souhrn zápasu Report                   | Souhrn zápasu Report | Souhrn zápasu Report                                            | Souhrn zápasu Report                                               |
| -------------------- | -------------------------------------- | -------------------- | --------------------------------------------------------------- | ------------------------------------------------------------------ |
|                      | 20:24 Ondřej Kratěna 44:42 Jan Tomajko |                      | 14:33 Petr Kadlec 46:06 Radek Duda rozhodující SN Josef Beránek | Rozhodčí: Vladimír Šindler, Martin Homola - Jan Čížek, Jan Padevět |

4. utkání
|  | HC Sparta Praha | 3 - 4 SN          | HC Slavia Praha |  |
|  | HC Sparta Praha | (1:0,0:1,2:2,0:0) | HC Slavia Praha |  |

| Souhrn zápasu Report | Souhrn zápasu Report                                             | Souhrn zápasu Report | Souhrn zápasu Report                                                                | Souhrn zápasu Report                                                   |
| -------------------- | ---------------------------------------------------------------- | -------------------- | ----------------------------------------------------------------------------------- | ---------------------------------------------------------------------- |
|                      | 17:37 František Ptáček 54:06 Ondřej Kratěna 57:07 Ondřej Kratěna |                      | 24:19 Radek Dlouhý 50:20 Radek Duda 51:20 Milan Kopecký rozhodující SN David Hruška | Rozhodčí: Jaroslav Havlík, Petr Bolina - Stanislav Barvíř, Petr Blümel |

5. utkání
|  | HC Slavia Praha | 1 - 2         | HC Sparta Praha |  |
|  | HC Slavia Praha | (0:0,1:2,0:0) | HC Sparta Praha |  |

| Souhrn zápasu Report | Souhrn zápasu Report | Souhrn zápasu Report | Souhrn zápasu Report                    | Souhrn zápasu Report                                                   |
| -------------------- | -------------------- | -------------------- | --------------------------------------- | ---------------------------------------------------------------------- |
|                      | 37:03 Marek Posmyk   |                      | 27:19 Martin Špaňhel 33:50 Jiří Zelenka | Rozhodčí: Vladimír Šindler, Martin Homola - Václav Guth, David Rittich |

6. utkání
|  | HC Sparta Praha | 2 - 5         | HC Slavia Praha |  |
|  | HC Sparta Praha | (1:3,1:1,0:1) | HC Slavia Praha |  |

| Souhrn zápasu Report | Souhrn zápasu Report               | Souhrn zápasu Report | Souhrn zápasu Report                                                                          | Souhrn zápasu Report                                                      |
| -------------------- | ---------------------------------- | -------------------- | --------------------------------------------------------------------------------------------- | ------------------------------------------------------------------------- |
|                      | 06:24 Petr Leška 20:19 Michal Broš |                      | 08:13 Jan Fadrný 14:37 Pavel Kolařík 15:29 Michal Sup 32:49 Aleš Krátoška 56:51 Josef Beránek | Rozhodčí: Vladimír Šindler, Martin Homola - Stanislav Barvíř, Petr Blümel |

- Vítěz HC Slavia Praha 4:2 na zápasy

## Finále
1. utkání
|  | HC ČSOB Pojišťovna Pardubice | 1 - 0           | HC Slavia Praha |  |
|  | HC ČSOB Pojišťovna Pardubice | (1:0, 0:0, 0:0) | HC Slavia Praha |  |

| Souhrn zápasu Report | Souhrn zápasu Report | Souhrn zápasu Report | Souhrn zápasu Report | Souhrn zápasu Report                                                 |
| -------------------- | -------------------- | -------------------- | -------------------- | -------------------------------------------------------------------- |
|                      | 11:23 Petr Mudroch   |                      |                      | Rozhodčí: Tomáš Turčan, Jaroslav Havlík - Václav Český, Evžen Kostka |

2. utkání
|  | HC ČSOB Pojišťovna Pardubice | 2 - 4           | HC Slavia Praha |  |
|  | HC ČSOB Pojišťovna Pardubice | (0:2, 2:1, 0:1) | HC Slavia Praha |  |

| Souhrn zápasu Report | Souhrn zápasu Report                    | Souhrn zápasu Report | Souhrn zápasu Report                                                  | Souhrn zápasu Report                                                |
| -------------------- | --------------------------------------- | -------------------- | --------------------------------------------------------------------- | ------------------------------------------------------------------- |
|                      | 22:53 Petr Koukal 32:57 Jaroslav Kudrna |                      | 10:00 Michal Sup 13:49 Jan Hejda 24:31 Petr Sailer 59:24 David Hruška | Rozhodčí: Martin Homola, Milan Kolísek - Jaromír Bláha, Tomáš Pešek |

3. utkání
|  | HC Slavia Praha | 5 - 4 PP             | HC ČSOB Pojišťovna Pardubice |  |
|  | HC Slavia Praha | (1:2, 2:0, 1:2, 1:0) | HC ČSOB Pojišťovna Pardubice |  |

| Souhrn zápasu Report | Souhrn zápasu Report                                                                      | Souhrn zápasu Report | Souhrn zápasu Report                                                               | Souhrn zápasu Report                                                   |
| -------------------- | ----------------------------------------------------------------------------------------- | -------------------- | ---------------------------------------------------------------------------------- | ---------------------------------------------------------------------- |
|                      | 6:21 Marek Posmyk 23:26 Jan Hejda 35:44 Radek Duda 45:45 Jan Hejda PP 66:11 Pavel Kolařík |                      | 15:12 Petr Mudroch 17:57 Radoslav Kropáč 42:12 Ľubomír Pištek 49:15 Miroslav Duben | Rozhodčí: Radek Husička, Milan Kolísek - Vilém Cambal, Michal Unzeitig |

4. utkání
|  | HC Slavia Praha | 2 - 0           | HC ČSOB Pojišťovna Pardubice |  |
|  | HC Slavia Praha | (1:0, 0:0, 1:0) | HC ČSOB Pojišťovna Pardubice |  |

| Souhrn zápasu Report | Souhrn zápasu Report              | Souhrn zápasu Report | Souhrn zápasu Report | Souhrn zápasu Report                                                     |
| -------------------- | --------------------------------- | -------------------- | -------------------- | ------------------------------------------------------------------------ |
|                      | 15:38 Radek Duda 58:40 Radek Duda |                      |                      | Rozhodčí: Tomáš Turčan, Martin Homola - Petr Charvát, František Kalivoda |

5. utkání
|  | HC ČSOB Pojišťovna Pardubice | 4 - 3 PP             | HC Slavia Praha |  |
|  | HC ČSOB Pojišťovna Pardubice | (1:1, 0:2, 2:0, 1:0) | HC Slavia Praha |  |

| Souhrn zápasu Report | Souhrn zápasu Report                                                            | Souhrn zápasu Report | Souhrn zápasu Report                                | Souhrn zápasu Report                                                |
| -------------------- | ------------------------------------------------------------------------------- | -------------------- | --------------------------------------------------- | ------------------------------------------------------------------- |
|                      | 7:07 Petr Sýkora 50:01 Ladislav Lubina 56:12 Jan Kolář PP 69:10 Ladislav Lubina |                      | 8:00 Radek Dlouhý 39:13 Petr Jaroš 39:44 Radek Duda | Rozhodčí: Radek Husička, Milan Kolísek - Václav Guth, David Rittich |

6. utkání
|  | HC Slavia Praha | 1 - 5           | HC ČSOB Pojišťovna Pardubice |  |
|  | HC Slavia Praha | (0:2, 1:1, 0:2) | HC ČSOB Pojišťovna Pardubice |  |

| Souhrn zápasu Report | Souhrn zápasu Report | Souhrn zápasu Report | Souhrn zápasu Report                                                                               | Souhrn zápasu Report                                                   |
| -------------------- | -------------------- | -------------------- | -------------------------------------------------------------------------------------------------- | ---------------------------------------------------------------------- |
|                      | 22:59 Jan Hejda      |                      | 3:31 Ladislav Lubina 18:37 Otakar Janecký 36:55 Petr Sýkora 52:03 David Pospíšil 57:45 Petr Průcha | Rozhodčí: Ladislav Vokurka, Milan Kolísek - Václav Guth, David Rittich |

7. utkání
|  | HC ČSOB Pojišťovna Pardubice | 0 - 1           | HC Slavia Praha |  |
|  | HC ČSOB Pojišťovna Pardubice | (0:0, 0:1, 0:0) | HC Slavia Praha |  |

| Souhrn zápasu Report | Souhrn zápasu Report | Souhrn zápasu Report | Souhrn zápasu Report | Souhrn zápasu Report                                                         |
| -------------------- | -------------------- | -------------------- | -------------------- | ---------------------------------------------------------------------------- |
|                      |                      |                      | 33:14 Michal Sup     | Rozhodčí: Ladislav Vokurka, Milan Kolísek - Petr Charvát, František Kalivoda |

- Vítěz HC Slavia Praha 4:3 na zápasy

## Baráž o extraligu
- HC Vagnerplast Kladno postoupilo do dalšího ročníku extraligy po výsledku 4 : 2 na zápasy, zatímco HC Havířov Panthers sestoupil do 1. ligy.

1. utkání
|  | HC Havířov Panthers | 5 - 4 PP          | HC Vagnerplast Kladno |  |
|  | HC Havířov Panthers | (0:3,3:1,1:0,1:0) | HC Vagnerplast Kladno |  |

| Souhrn zápasu Report | Souhrn zápasu Report                                                                         | Souhrn zápasu Report | Souhrn zápasu Report                                                             | Souhrn zápasu Report                                                    |
| -------------------- | -------------------------------------------------------------------------------------------- | -------------------- | -------------------------------------------------------------------------------- | ----------------------------------------------------------------------- |
|                      | 21:38 Jan Boháček 24:31 Martin Čech 33:31 Martin Čech 58:57 Petr Šakarov PP 67:45 Petr Folta |                      | 01:34 Radim Skuhrovec 10:03 Jaroslav Špelda 13:58 Tomáš Klimt 23:53 Radek Gardoň | Rozhodčí: Jaroslav Havlík, Miroslav Jebavý - Evžen Kostka, Pavel Šátava |

2. utkání
|  | HC Havířov Panthers | 2 - 3         | HC Vagnerplast Kladno |  |
|  | HC Havířov Panthers | (1:1,1:0,0:2) | HC Vagnerplast Kladno |  |

| Souhrn zápasu Report | Souhrn zápasu Report              | Souhrn zápasu Report | Souhrn zápasu Report                                         | Souhrn zápasu Report                                            |
| -------------------- | --------------------------------- | -------------------- | ------------------------------------------------------------ | --------------------------------------------------------------- |
|                      | 03:33 Petr Folta 32:35 Petr Hrbek |                      | 17:09 Martin Čech 46:27 Roman Chatrnúch 54:23 Milan Michálek | Rozhodčí: Milan Minář, Arnošt Nečas - Miloš Bádal, Roman Pouzar |

3. utkání
|  | HC Vagnerplast Kladno | 5 - 3         | HC Havířov Panthers |  |
|  | HC Vagnerplast Kladno | (2:2,0:1,3:0) | HC Havířov Panthers |  |

| Souhrn zápasu Report | Souhrn zápasu Report                                                                                 | Souhrn zápasu Report | Souhrn zápasu Report                                   | Souhrn zápasu Report                                                |
| -------------------- | --- | -------------------- | ------------------------------------------------------ | ------------------------------------------------------------------- |
|                      | 07:47 Robert Kysela 18:15 Tomáš Klimt 45:32 Tomáš Klimt 52:06 Michal Havel 59:56 Vítězslav Jankových |                      | 02:03 David Appel 02:37 Jan Kopecký 22:08 Petr Šakarov | Rozhodčí: Milan Minář, Jaroslav Havlík - Václav Český, Evžen Kostka |

4. utkání
|  | HC Vagnerplast Kladno | 9 - 1         | HC Havířov Panthers |  |
|  | HC Vagnerplast Kladno | (3:0,1:0,5:1) | HC Havířov Panthers |  |

| Souhrn zápasu Report | Souhrn zápasu Report | Souhrn zápasu Report | Souhrn zápasu Report | Souhrn zápasu Report                                              |
| -------------------- | --- | -------------------- | -------------------- | ----------------------------------------------------------------- |
|                      | 02:14 Michal Havel 12:58 Milan Michálek 17:29 Vítězslav Jankových 35:02 Robert Kysela 42:24 Michal Havel 43:35 Jaroslav Kalla 45:18 Tomáš Horna 46:33 Robert Kysela 57:14 Pavel Mojžíš |                      | 51:55 Jan Horáček    | Rozhodčí: Roman Haškovec, Arnošt Nečas - Roman Pouzar, Jiří Kareš |

5. utkání
|  | HC Havířov Panthers | 3 - 1         | HC Vagnerplast Kladno |  |
|  | HC Havířov Panthers | (1:0,1:0,1:1) | HC Vagnerplast Kladno |  |

| Souhrn zápasu Report | Souhrn zápasu Report                                   | Souhrn zápasu Report | Souhrn zápasu Report  | Souhrn zápasu Report                                                           |
| -------------------- | ------------------------------------------------------ | -------------------- | --------------------- | ------------------------------------------------------------------------------ |
|                      | 01:59 Petr Šakarov 37:24 David Appel 59:19 Jan Kopecký |                      | 46:58 Vítězslav Bílek | Rozhodčí: Vladimír Šindler, Miroslav Jebavý - Petr Charvát, František Kalivoda |

6. utkání
|  | HC Vagnerplast Kladno | 2 - 0         | HC Havířov Panthers |  |
|  | HC Vagnerplast Kladno | (0:0,1:0,1:0) | HC Havířov Panthers |  |

| Souhrn zápasu Report | Souhrn zápasu Report                 | Souhrn zápasu Report | Souhrn zápasu Report | Souhrn zápasu Report                                                        |
| -------------------- | ------------------------------------ | -------------------- | -------------------- | --------------------------------------------------------------------------- |
|                      | 33:43 Martin Čech 58:48 Michal Havel |                      |                      | Rozhodčí: Jaroslav Havlík, Roman Haškovec - Luboš Chytil, Miroslav Pospíšil |

## Nejproduktivnější hráči základní části
Toto je konečné pořadí hráčů podle dosažených bodů. Za jeden vstřelený gól nebo přihrávku na gól hráč získal jeden bod.
| Poř. | Hráč            | Tým                                             | Z  | G  | A  | B  | TM | +/- |
| ---- | --------------- | ----------------------------------------------- | -- | -- | -- | -- | -- | --- |
| 1.   | Richard Král    | HC Oceláři Třinec                               | 45 | 22 | 45 | 67 | 50 | 21  |
| 2.   | Jan Marek       | HC Oceláři Třinec                               | 51 | 32 | 30 | 62 | 42 | 28  |
| 3.   | Jiří Burger     | HC Vítkovice                                    | 49 | 20 | 34 | 54 | 34 | 24  |
| 4.   | David Moravec   | HC Vítkovice                                    | 52 | 18 | 35 | 53 | 50 | 26  |
| 5.   | Zdeněk Pavelek  | HC Oceláři Třinec                               | 52 | 17 | 36 | 53 | 81 | 31  |
| 6.   | Luboš Rob       | HC České Budějovice                             | 52 | 24 | 28 | 52 | 52 | 14  |
| 7.   | Marek Zadina    | HC Oceláři Třinec                               | 50 | 30 | 21 | 51 | 53 | 24  |
| 8.   | Radoslav Kropáč | Bílí Tygři Liberec HC ČSOB Pojišťovna Pardubice | 52 | 26 | 21 | 47 | 84 | 2   |
| 9.   | Jiří Hudler     | Vsetínská hokejová                              | 30 | 19 | 27 | 46 | 22 | -7  |
| 10.  | Roman Kaděra    | HC Vítkovice                                    | 48 | 24 | 20 | 44 | 66 | 16  |

## Nejproduktivnější hráči play-off
Toto je konečné pořadí hráčů podle dosažených bodů. Za jeden vstřelený gól nebo přihrávku na gól hráč získal jeden bod.
| Poř. | Hráč            | Tým                          | Z  | G | A  | B  | TM | +/- |
| ---- | --------------- | ---------------------------- | -- | - | -- | -- | -- | --- |
| 1.   | Tomáš Blažek    | HC ČSOB Pojišťovna Pardubice | 16 | 7 | 8  | 15 | 22 | -3  |
| 2.   | Ladislav Lubina | HC ČSOB Pojišťovna Pardubice | 19 | 7 | 7  | 14 | 39 | 3   |
| 3.   | Petr Sýkora     | HC ČSOB Pojišťovna Pardubice | 19 | 7 | 7  | 14 | 52 | -1  |
| 4.   | Jan Hejda       | HC Slavia Praha              | 17 | 5 | 8  | 13 | 12 | 10  |
| 5.   | Aleš Krátoška   | HC Slavia Praha              | 13 | 3 | 10 | 13 | 12 | 4   |
| 6.   | Richard Král    | HC Oceláři Třinec            | 12 | 4 | 8  | 12 | 40 | 3   |
| 7.   | Michal Sup      | HC Slavia Praha              | 15 | 8 | 3  | 11 | 12 | 6   |
| 8.   | Radoslav Kropáč | HC ČSOB Pojišťovna Pardubice | 18 | 3 | 8  | 11 | 14 | 6   |
| 9.   | Radek Duda      | HC Slavia Praha              | 17 | 7 | 3  | 10 | 40 | 1   |
| 10.  | Jan Marek       | HC Oceláři Třinec            | 12 | 6 | 4  | 10 | 22 | -1  |

| Umístění         | Mužstvo                      | Hráči |
| ---------------- | ---------------------------- | --- |
| Zlatá medaile    | HC Slavia Praha              | Roman Málek, Lukáš Hronek, Jan Hejda, František Kučera, Pavel Kolařík, Jan Novák, Dominik Graňák, Marek Posmyk, Ondřej Staněk, Lukáš Špelda, David Pojkar, Petr Braniš, Radek Duda, Josef Beránek, Michal Sup, Milan Antoš, Aleš Krátoška, David Hruška, Petr Sailer, Adam Šaffer, Marek Tomica, Milan Kopecký, Petr Jaroš, Radek Dlouhý, Jakub Klepiš, Zbyněk Novák, Petr Kukla, Tomáš Csabi, Vladimír Dobiáš Trenéři: Vladimír Růžička, Ondřej Weissmann, Jiří Kalous |
| Stříbrná medaile | HC ČSOB Pojišťovna Pardubice | Adam Svoboda, Tomáš Blažek, Ladislav Lubina, Petr Sýkora, Tomáš Divíšek, David Pospíšil, Michal Sýkora, Tomáš Rolinek, Michal Mikeska,Otakar Janecký (C), Jaroslav Kudrna, Petr Mudroch, Michael Vyhlídal, Petr Průcha, Jan Kolář, Andrej Novotný, Lubomír Pištěk, Petr Koukal,Miroslav Duben, Petr Čáslava, Libor Zábranský, Jan Kubišta, Milan Buda, Tomáš Pácal, Jakub Kindl, Stanislav Horák, Petr Mocek, Petr Hemský, Jakub Bartoň Trenéři: Miloš Říha             |
| Bronzová medaile | HC Sparta Praha              | Petr Leška, Viktor Ujčík, Michal Broš, Patrik Martinec, Ondrej Kratěna, Valdemar Jiruš, Róbert Tomík, Jan Tomajko, František Ptáček, Petr Havelka, Jiří Zelenka, Milan Nedoma, Pavel Šrek, Jaroslav Nedvěd, Martin Špaňhel, Radek Bělohlav, Martin Richter, Roman Šimíček, Jan Srdínko, Vojtěch Kubinčák, Martin Paroulek, Jan Hanzlík, Ondrej Malinský, Michal Dragoun, Roman Vondráček Trenéři: Alois Hadamczik                                                       |

## Rozhodčí

### Hlavní
- Všichni

- Petr Bolina
- Roman Haškovec
- Jaroslav Havlík
- Martin Homola
- Radek Husička
- Miroslav Jebavý
- Milan Kolísek
- Pavel Mikula
- Milan Minář
- Arnošt Nečas
- František Rejthar
- Štěpán Souček
- Tomáš Svoboda
- Vladimír Šindler
- Tomáš Turčan
- Jaromír Venglář
- Ladislav Vokurka

### Čároví
- Všichni

- Miloš Bádal –  Roman Pouzar
- Stanislav Barvíř –  Petr Blümel
- Jaromír Bláha –  Jiří Kareš
- Václav Český –  Evžen Kostka
- Vilém Cambal –  Michal Unzeitig
- Michal Čech –  Karel Machálek
- Jan Čížek –  Jan Padevět
- Milan Dančišin –  Tomáš Matějček
- Michal Dědek –  Luboš Chytil
- Jiří Gebauer –  Vít Lederer
- Václav Guth –  David Rittich
- Roman Hejduk –  Radovan Křivský
- Petr Charvát –  František Kalivoda
- Petr Šimůnek –  Rudolf Tošenovjan
- Tomáš Pešek –  Pavel Šátava
- Luboš Chytil –  Miroslav Pospíšil
- Miroslav Sichrovský –  Ladislav Vitík
- Pavel Pacal
- Ladislav Rouspetr